# Clarsach-Gletscher
Der Clarsach-Gletscher ist ein Gletscher im nördlichen Teil der Alexander-I.-Insel vor der Westküste der Antarktischen Halbinsel. Er fließt in südlicher Richtung zwischen dem Prague Spur und den Finlandia Foothills zum Haydn Inlet.
Erste Luftaufnahmen entstanden bei der US-amerikanischen Ronne Antarctic Research Expedition (1947–1948). Diese dienten dem britischen Geographen Derek Searle vom Falkland Islands Dependencies Survey im Jahr 1960 für eine Kartierung. Weitere Kartierungen erfolgten anhand von Luftaufnahmen der United States Navy aus den Jahren von 1966 bis 1967 sowie Landsatbildern vom Januar 1974. Das UK Antarctic Place-Names Committee benannte den Gletscher 1977 deskriptiv, da er in der Aufsicht einer Clarsach, einer keltischen Harfe, gleicht.